# Текстови пирамида
Текстови пирамида су колекција староегипатских религијских текстова из периода Старог царства. Текстови су били на староегипатском језику и урезивани су на зидове пирамида у Сакари током пете и шесте династије. Најстарији примерци су из периода око 2400—2300. године пре нове ере. За разлику од каснијих Текстова ковчега и Књиге мртвих, Текстови пирамида се проналазе само у краљевским гробовима и нису били илустровани. Осим стеле из Палерма, текстови Пирамида садрже најстарије записе о Озирису, који ће касније постати бог подземља и значајно божанство у религији Египта.
Током Старог царства (2886. п. н. е. - 2181. п. н. е.), Текстови су били урезивани у пирамиде краљева, али се проналазе и у гробницама краљица. Током Средњег царства (2055. п. н. е. - 1650. п. н. е.) пирамиде фараона више нису имале ове текстове на зидовима, иако су постојале чини пирамида. Међутим, током Новог царства (1550. п. н. е.- 1070. п. н. е.) ови текстови се појављују у гробницама елите и званичника.

## Сврха текстова
Чини из Текстова пирамида штите мумију фараона, оживљавају његово тело после смрти и помажу му да оде у загробни живот. Требало је да се чини изговарају, а не само да буду урезане у зидове. Садрже доста речи као што су летети или скочити како би описале пут фараона у загробни живот. Фараон је имао неколико начина којима је могао да путује, укључујући рампе, степенице, мердевине и летење. Чини су такође коришћене како би се богови позвали да помогну фараону, чак и претећи им уколико му не помогну. Често су Текстови пирамида били исписани у првом лицу, али у каснијим периодима се проналазе и написане у трећем лицу. Начин писања је зависио од тога ко их чита и за кога се читају. Многи од текстова садрже успехе фараона и ствари које су они урадили за Египћане током њихове владавине. Текстови су имали двојаку улогу: служили су да помогну фараону да пређе у загробни живот, али и да обавесте и осигурају живе људе да је његова душа дошла до њене дестинације.

## Периодизација
Неколико фараона је имало текстове у својим пирамидама:
- Унас: 2353-2323. п. н. е.
- Тети: 2323-22913. п. н. е.
- Меренре Немтиемсаф: 2255-2246. п. н. е.
- Пепи II: 2246-2152. п. н. е.[1]

## Верзије
Прве текстове је 1881. године открио Гастон Масперо, а превод на немачки је урадио Курт Сет, на француски Луис Спилер, а на енглески Рајмонд Фулклер, Семјул Алфред Браун Мерсер и Џејмс Ален. Међутим, тек 1935. године ће египтолог Густав Жаквер открити остатак текстове.
Најстарији верзија се налази у пирамиди Унаса, последњег краља пете династије, и има 228 чини. Остатак је откривен у пирамидама фараона Тетија, Мернера Немтиемсафа, Пепија II, али се примерци налазе и у гробницама краљица из шесте династије: Анкхесенпепи II, Неит, Ипут II, Уџебтен, Бехену.
Прво издање превода који је урадио Курт Сет је имало 714 различитих чини, а након овог издања су откривене нове чини у другим пирамидама и данас се зна за укупно 759. Ипак, ниједна пирамида нема исписане све чини заједно.

## Дарови и ритуали
Бројни Текстови пирамида садрже записе о ритуалима и даровима за богове. Један од таквих ритуала је ритуал отварања уста, ритуали даровања и ритуали инсигнија. У пирамидама су се остављали и прави дарови и молитвени дарови и оба су записана у текстовима у нади да ће фараон тако доћи до загробног живота. Ритуали као што су отварање уста и церемонија ока су били значајне за фараона у загробном животу. У њима је главни свештеник заједно са помоћницима отварао очи и уста покојнику док је изговарао молитве и чини. Док су се користили посебни инструменти за отварање уста, људи су оплакивали покојника. Ритуал се радио како би фараон могао да једе, говори, дише и види у загробном животу.
Египатске пирамиде су имале различите ходнике, тунеле и собе које су имале различити значај и употребу током сахране и ритуала. Текстови су писани и ишчитавани у специфичном редоследу, а почињало се са читањем у Храму у долини испред пирамиде, а завршава се у просторији у којој се налазио саркофаг фараона.

## Унас
Унас је био последњи фараон пете династије. Текстови који се налазе у његовој пирамиди се сматрају најутицајнијим. Иако су били најкраћи, текстови из његове пирамиде су се понављали на бројним другим местима, а били су и први текстови које су истраживачи открили.
Текстовима пирамида који су проналазе код Унаса фале неки аспекти које се могу наћи код каснијих примерака. На пример, на саркофагу Унаса није ништа било исписано. Док на саркофагу није било ништа написало, на зидовима у просторији, у ходницима и предворју су били исписани текстови. Верује се да је ово због тога што су ово били најранији текстови и да су зато касније фараони копирали ову форму из Унасове пирамиде док су је дорађивали.
Осим генералних чини, предворје и ходници у Унасовој пирамиди садрже текстове и чини које су персонализоване да важе за самог Унаса.